# Talbotiella breteleri
Espèce
Talbotiella breteleri (Aubrév.) Mackinder & Wieringa est une espèce de plantes à fleurs de la famille des Fabaceae et du genre Talbotiella,. C'est un arbre tropical endémique du Cameroun.

## Étymologie
Son épithète spécifique breteleri rend hommage au botaniste néerlandais Franciscus Jozef Breteler.

## Description
C'est un arbre de taille moyenne pouvant atteindre 22 m de hauteur.

## Localisation
Endémique, relativement rare, l'espèce a été observée dans la région du Centre, notamment au mont Fébé, à 3 km au nord-ouest de Yaoundé à 950 mètres d'altitude.